# Maladera ganglbaueri
Maladera ganglbaueri är en skalbaggsart som beskrevs av Brenske 1899. Maladera ganglbaueri ingår i släktet Maladera och familjen Melolonthidae. Inga underarter finns listade i Catalogue of Life.